# Len Allchurch
Pour les articles homonymes, voir Allchurch.
Leonard Allchurch, plus connu sous le nom de Len Allchurch, né le 12 septembre 1933 à Swansea au pays de Galles et mort le 16 novembre 2016, est un footballeur international gallois, qui évoluait au poste de milieu de terrain.

## Biographie

### Carrière en club
Avec le club de Swansea Town, il remporte une Coupe du pays de Galles.

### Carrière en sélection
Avec l'équipe du pays de Galles, il joue 11 matchs (pour aucun but inscrit) entre 1955 et 1963. 
Il joue son premier match en équipe nationale le 20 avril 1955 contre l'Irlande du Nord, et son dernier le 12 octobre 1963 contre l'Angleterre.
Il figure dans le groupe des sélectionnés lors de la Coupe du monde de 1958. Il ne joue aucun match lors de la phase finale de cette compétition, mais dispute toutefois deux matchs comptant pour les tours préliminaires de celle-ci.

## Palmarès
| Swansea Town - Coupe du pays de Galles (1) : - Vainqueur : 1960-61. - Finaliste : 1955-56 et 1956-57. |  | Stockport County - Championnat d'Angleterre D4 (1) : - Champion : 1966-67. |